# 6966 Vietoris
6966 Vietoris là một tiểu hành tinh vành đai chính với chu kỳ quỹ đạo là 1161.5384422 ngày (3.18 năm).
Nó được phát hiện ngày 13 tháng 9 năm 1991.